# Shady El Nahas
Shady Tawfik Ab El Nahas (* 27. März 1998 in Alexandria, Ägypten) ist ein kanadischer Judoka. 2024 war er Zweiter bei den Weltmeisterschaften. Er gewann Gold bei den Panamerikanischen Spielen und bei den Commonwealth Games.

## Sportliche Karriere
Shady El Nahas wanderte als Kind mit seiner Familie nach Kanada aus. 2013 bestritt er sein erstes Judo-Turnier auf nationaler Ebene. Seit 2015 tritt Shady El Nahas in der Gewichtsklasse bis 100 Kilogramm an. 2016 gewann er seinen ersten kanadischen Meistertitel. 2018 wurde er Fünfter der Juniorenweltmeisterschaften. Im gleichen Jahr erreichte er das Finale beim Grand Slam in Osaka, dort unterlag er dem Japaner Aaron Wolf.
Im April 2019 siegte Nahas bei den Panamerikanischen Meisterschaften. Bei den Weltmeisterschaften in Tokio unterlag er im Viertelfinale dem Russen Nijas Iljassow und in der Hoffnungsrunde Aaron Wolf, damit belegte Nahas den siebten Platz. Im November 2020 siegte Nahas erneut bei den Panamerikanischen Meisterschaften. Im März 2021 gewann Nahas beim Grand Slam in Tiflis. Bei den Weltmeisterschaften 2021 in Budapest unterlag Nahas im Halbfinale dem Serben Aleksandar Kukolj, im Kampf um Bronze verlor er gegen den Georgier Ilia Sulamanidse. Zwei Monate später bei den Olympischen Spielen in Tokio traten zum Wettkampf im Halbschwergewicht 24 Kämpfer an. Shady El Nahas besiegte in seinem ersten Kampf Ivan Remarenco aus den Vereinigten Arabischen Emiraten. Im Achtelfinale bezwang er den Aserbaidschaner Zelym Kotsoiev. Nach seiner Niederlage gegen den Georgier Warlam Liparteliani besiegte Nahas in der Hoffnungsrunde den Israeli Peter Paltchik. Den Kampf um eine Bronzemedaille verlor der Kanadier gegen den Portugiesen Jorge Fonseca.
Im April 2022 siegte Nahas bei den Panamerikanischen Meisterschaften. Im August bei den Commonwealth Games in Birmingham traf er im Finale auf seinen Landsmann Kyle Reyes und gewann den Titel. Bei den Weltmeisterschaften in Taschkent belegte er den siebten Platz. 2023 bei den Weltmeisterschaften in Doha erreichte Nahas das Halbfinale durch einen Sieg über Kyle Reyes. Im Halbfinale unterlag er dem Russen Arman Adamjan, im Kampf um Bronze musste sich Shady El Nahas dem Israeli Peter Paltchik geschlagen geben. Im September siegte Nahas bei den Panamerikanischen Meisterschaften in Calgary. Bei den Panamerikanischen Spielen in Santiago Ende Oktober bezwang er im Finale den Chilenen Thomas Briceño.
Im April 2024 siegte Nahas zum fünften Mal bei den Panamerikanischen Meisterschaften. Einen Monat später bei den Weltmeisterschaften in Doha besiegte Nahas im Viertelfinale den Japaner Dota Arai und im Halbfinale Kyle Reyes. Das Finale verlor er gegen den Aserbaidschaner Kotsoiev. Bei den Olympischen Spielen 2024 in Paris schied Nahas im Achtelfinale gegen den Schweizer Daniel Eich aus.